# Cai o Carmo e a Trindade
Cai o Carmo e a Trindade är debutalbumet från den portugisiska musikgruppen Amor Electro. Albumet släpptes den 25 april 2011 och innehåller tio låtar, bland annat deras singeletta "A máquina". Albumet nådde också första plats på Portugals albumlista där det legat sex veckor i topp.

## Låtlista
1. "A máquina" – 5:22
2. "Barco negro" – 5:54
3. "Capitão romance" – 6:26
4. "Onde tu me quiseres" – 4:10
5. "Sete mares" – 4:22
6. "Bem-vindo ao passado" – 4:39
7. "Estrela da tarde" – 4:13
8. "Foram cardos foram prosas" – 4:53
9. "Rosa sangue" – 4:04
10. "Amanhecer" – 3:52

## Listplaceringar
| Lista (2011-2012) | Topplacering |
| ----------------- | ------------ |
| Portugal          | 1            |

## Singlar
- "A máquina" (#1 i Portugal)[1]
- "Rosa sangue"